# Ahmad Abu Al-Soud
Ahmad Abu Al-Soud, född 5 juli 1995, är en jordansk gymnast.

## Karriär
Vid världsmästerskapen i artistisk gymnastik 2022 tog han silver i bygelhäst. Vid världsmästerskapen i artistisk gymnastik 2023 tog han brons i samma gren.